# 印加孔雀草
印加孔雀草（学名：Tagetes minuta）为菊科孔雀草属下的一年生草本植物。原产于南美洲南部温带草原和山区,株高0.1-2.5米。